# Bourse des Philippines
La Bourse des Philippines (Philippine Stock Exchange en anglais, Pamilihang Sapi ng Pilipinas en filippo), abrégée PSE, est la bourse des valeurs des Philippines. Elle résulte de la fusion en 1992 des deux bourses historiques du Grand Manille : la Bourse de Manille, créée en 1927 et qui était une des plus anciennes bourses asiatiques, et la Bourse de Makati créée en 1963.

## Histoire
Malgré son démarrage en 1927, la Bourse de Manille est restée de dimension modeste, ayant en particulier souffert des restrictions à l'épargne et à la transparence financière sous l'ère du dictateur Ferdinand Marcos. 
En 1963, une bourse de valeurs concurrente à la Bourse de Manille est créée par cinq hommes d'affaires philippins et est située à Makati dans le quartier d'affaires du Grand Manille, d'où son nom, la Bourse de Makati. Elle est officiellement opérationnelle à partir de 1965.
Comme les autres bourses asiatiques, Manille bénéficie au début des années 1990 d'un afflux massif de capitaux étrangers qui se retirent ensuite, déstabilisant la monnaie puis l'économie des pays, et amenant la fin du système de change fixe.
En 1992, la Bourse de Manille fusionne avec celle de Makati afin de former la Bourse des Philippines, qui est opérationnelle en 1994,. Les locaux de la nouvelle bourse sont centralisés en 2002 à Taguig, toujours dans le Grand Manille.

## Indices
Le principal indice boursier est le PSE Composite Index (PSEi), composé de trente grandes entreprises. Il existe six indices liés à des secteurs économiques particuliers, par exemple le « PSE Financials Index » pour les banques et institutions financières ou le « PSE Mining and Oil Index » pour l'industrie minière et pétrolière.
Le PSE All Shares Index (ALL) regroupe lui tous les autres indices.